# Amycus ectypus
Amycus ectypus är en spindelart som beskrevs av Simon 1900. Amycus ectypus ingår i släktet Amycus och familjen hoppspindlar. Inga underarter finns listade i Catalogue of Life.